# Luminous Productions
Luminous Productions (яп. 株式会社ルミナス・プロダクション, Гепберн: Kabushiki gaisha Ruminasu Purodakushon) — японський розробник відеоігор, що належав компанії Square Enix. Студія була утворена в березні 2018 року з команди розробників Business Division 2, одного з дванадцяти бізнес-підрозділів внутрішньої розробки й виробництва, які Square Enix мала до реорганізації. Хоча первинною метою студії була робота над відеоіграми та іншим розважальним контентом, пізніше вона була переорієнтована виключно на створення нових ігор класу AAA для глобальної аудиторії. Назва студії є відсиланням на ігровий рушій Luminous Engine, який вона використовувала.
Luminous Productions продовжила роботу Business Division 2 над рольовим бойовиком Final Fantasy XV та його завантажуваним вмістом, і зробила порт гри для хмарного сервісу Google Stadia. Після того, як Хадзіме Табата пішов з посади керівника восени 2018 року, студія припинила розробку контенту для Final Fantasy XV та почала працювати над новою інтелектуальною власністю, рольовим бойовиком Forspoken, під керівництвом Такесі Арамакі. Станом на червень 2020 року студія працевлаштовувала приблизно 150 співробітників, більшість із яких були мешканцями Японії.
У лютому 2023 року Square Enix повідомила про реорганізацію Luminous та її злиття з компанією до 1 травня.

## Історія

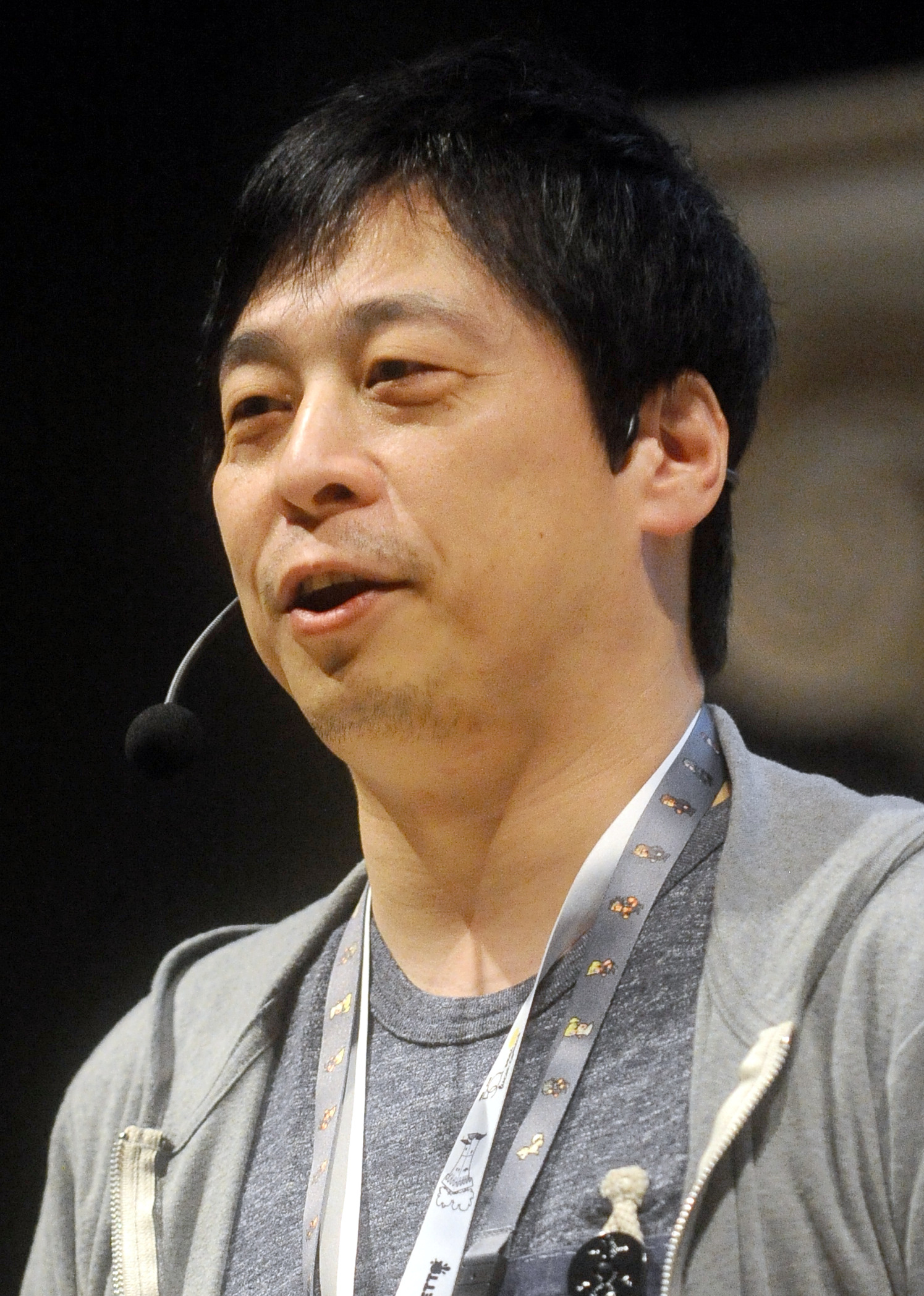
Хадзіме Табата, перший керівник Luminous Productions, який пішов з посади восени 2018 року.

Luminous Productions була утворена в березні 2018 року з більшості співробітників Business Division 2, підрозділу Square Enix, яке розробляло Final Fantasy XV. Це стало незвичайним явищем, адже практика створення внутрішньої студії з уже наявної не поширена в Японії. Діяльність Business Division 2 була практично припинена, а робота над завантажуваним вмістом для рольового бойовика Final Fantasy XV, включно з розробкою версії для Google Stadia, була продовжена новоствореною студією, яка також почала працювати над власним AAA-проєктом. Йосуке Мацуда, президент Square Enix, заявив, що Luminous Productions стане «поєднанням передових технологій і мистецтва».
Первинною метою Luminous Productions була робота над відеоіграми та «іншим розважальним контентом», але пізніше у 2018 році вона була переорієнтована виключно на створення «масштабних, високоякісних ігор класу AAA», у результаті чого Square Enix зазнала збитків у $33 млн. Водночас Хадзіме Табата, тодішній керівник Luminous Productions та режисер Final Fantasy XV, покинув студію і Square Enix, заснувавши власну компанію JP Games. Через це, Square Enix вирішила скасувати три із чотирьох запланованих завантажуваних вмістів для Final Fantasy XV, а напрацьовані ресурси були перенаправлені в безіменний AAA-проєкт. У грудні, новим керівником було призначено Такесі Арамакі, провідного програміста Final Fantasy XV та ігрового рушія Luminous Engine, який також став режисером нового проєкту.
У вересні 2019 року Luminous Productions представила технологічну демонстрацію трасування шляху, розширеної форми трасування променів, яке є частиною їхньої праці над удосконаленням свого ігрового рушія. Арамакі повідомив, що окрім графічної складової, студія веде різні дослідницькі роботи, включно з автоматизацією завдань за допомогою AI та підтримкою мобільних пристроїв. Арамакі також заявив, що, з технологічної точки зору, студія прагне поєднати робочий процес розробників і фахівців зі створення «сінематиків» на основі CGI, щоби в такий спосіб робити ігри, які виглядали б повністю кінематографічними. Він додав, що після зміни організаційної структури Luminous Productions, студія зосереджується на «створенні міцної гри [...] ігрового рушія, зміцненні нашої присутності за допомогою технологій і мистецтва, а вже потім вивченні різних комерційних можливостей».
У червні 2020 року Luminous Productions анонсувала рольовий бойовик під робочою назвою Project Athia з елементами фентезі та відкритим світом для платформ PlayStation 5 і Microsoft Windows. Проєкт, концепція якого виникла у 2017 році, вступив в активну розробку на початку 2019 року і стане першою повноцінною грою студії. Арамакі назвав Project Athia «кульмінацією філософії Luminous Productions» та описав її як «захопливу потойбічну пригоду — гостросюжетну, а часом заплутану, бурхливу й загрозливу». У березні 2021 року була анонсована офіційна назва проєкту — Forspoken. Гра була випущена в січні 2023 року та отримала посередні відгуки критиків.
У лютому 2023 року було оголошено про реорганізацію та злиття студії зі Square Enix до 1 травня, що є «частиною зусиль компанії, спрямованих на подальше підвищення конкурентоспроможності студій [Square Enix]». Головною підставою цього рішення критики визнали погані продажі Forspoken.

## Розроблені ігри
| Рік  | Назва            | Платформа                                          |
| ---- | ---------------- | -------------------------------------------------- |
| 2019 | Final Fantasy XV | Microsoft Windows, PlayStation 4, Stadia, Xbox One |
| 2023 | Forspoken        | Microsoft Windows, PlayStation 5                   |